# Taubergießen
Le Taubergießen est une plaine alluviale du sud de la vallée du Rhin supérieur. Il a été classé réserve naturelle (de) en 1979. Avec 1 697 hectare, c’est l’une des plus grandes zones protégées du Bade-Wurtemberg. Il s’étend du nord au sud sur plus de 12 km. Sa plus grande largeur est d’environ 2,5 km.

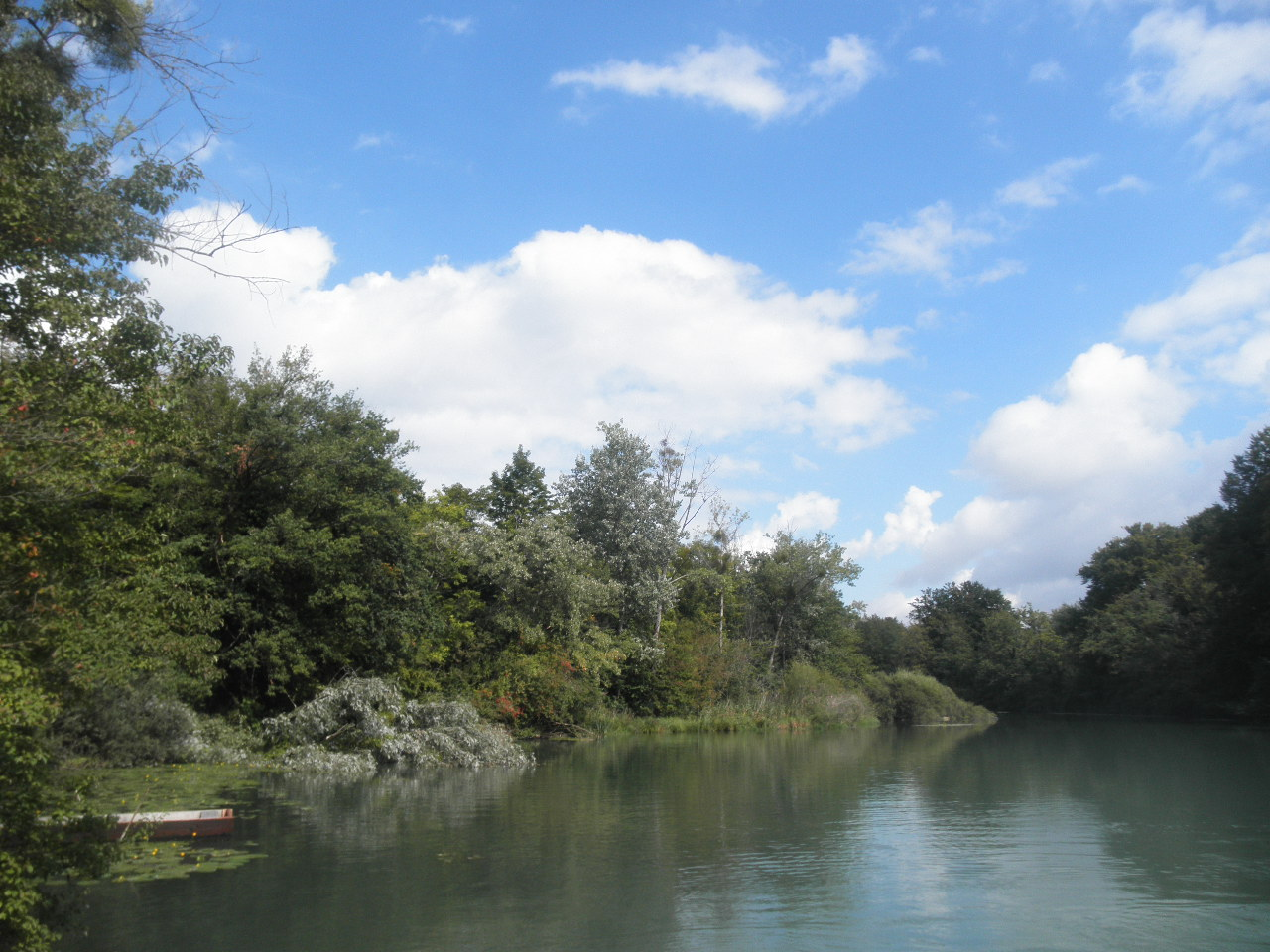
Réserve naturelle du Taubergießen

## Étymologie
Taubergießen vient du cours d’eau éponyme Taubergießen, l'un des nombreux cours d'eau de la réserve naturelle. Il s'étend au nord de la zone et s'écoule depuis l’est vers le cours inférieur de l’Elz, qui est plus proche du Rhin. Le terme gießen désigne le flux souterrain du cours d’eau en contact direct avec la nappe phréatique, qui remonte à la surface à la faveur d’un abaissement suffisant (voir aussi Nappe phréatique rhénane). Les Giessen sont particulièrement fréquents dans cette région, y compris en Alsace. Les pêcheurs qualifient de taub, littéralement « sourdes », les eaux pauvres en nutriments, aux faibles populations de poisson.

## Géographie

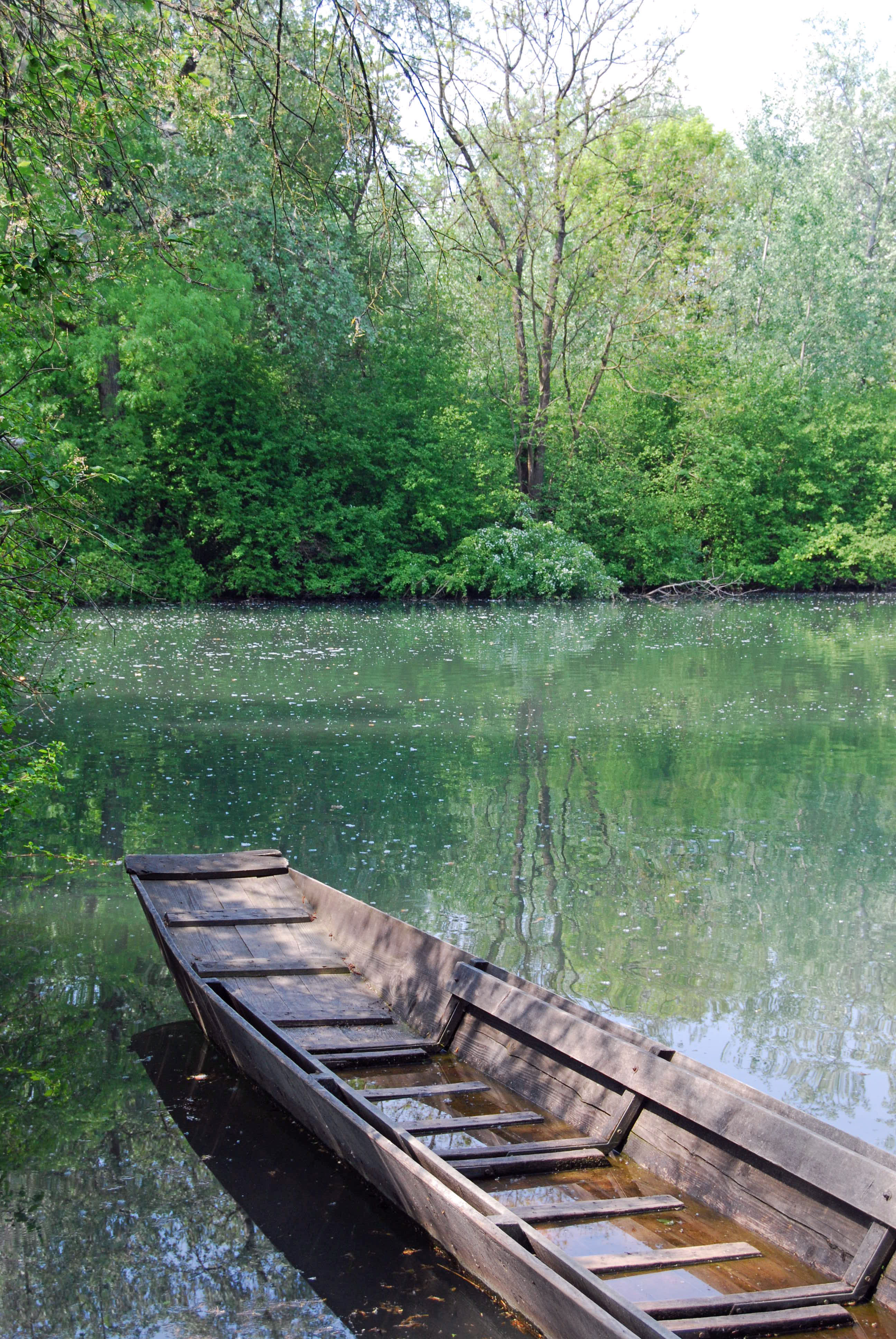
Taubergießen

Le Taubergießen est situé entre Fribourg-en-Brisgau et Offenbourg dans l’Emmendingen et de l’Ortenau. Il appartient principalement au territoire de Kappel-Grafenhausen, Rust et Rheinhausen. Historiquement, 9,98 km² de terres appartiennent à la commune française de Rhinau, sous la désignation de secteur non constitué en municipalité de Rhinau (« Rheinau (gemeindefreies Gebiet) »).

## Zones protégées

### Caractéristiques
Le Taubergießen est classé en tant que réserve naturelle le 27 septembre 1979.  Il occupe une surface de 1 697 ha.

### Objectif
L’objectif de protection principal de la réserve naturelle est la conservation et le développement d’un paysage alluvial rhénan, qui n’est aujourd’hui que partiellement inondé, avec le vieux Rhin (partie non canalisée du Rhin - voir Grand canal d'Alsace), la zone de confluence avec le Rhin inondée, les « giessen », les zones des rives, les forêts, les tourbières, les prairies, les prairies maigres sèches et les digues contre les hautes eaux. Il convient de préserver et développer ce paysage en tant que :
- zone où l’on trouve de riches communautés de plantes et d’animaux typiques des plaines alluviales rhénanes
- habitat d'un nombre exceptionnellement élevé d'espèces animales et végétales rares et menacées, dont certaines sont menacées d'extinction
- partie naturelle d'un paysage fluvial richement structuré, d'une beauté et d'une singularité particulière
- Espace pour le développement de biocénoses semi-naturelles, caractéristiques des prairies fluviales d'Europe centrale
- Zone humide d'importance internationale, en particulier en ce qui concerne la migration des oiseaux
- Objet de recherche pour la science

Les mesures prévues dans le cadre du programme intégré pour le Rhin du Land du Bade-Wurtemberg en vue de la remise en eau régulière d'une partie de l'ancienne plaine inondable et de l'amélioration des crues dans la plaine inondable existante ont pour objectif la protection.

## Flore et faune

### Flore
Environ 60 % de la superficie est boisée, le reste est utilisé comme prairie pour l'agriculture. Le paysage étendu est traversé par de nombreux cours d'eau. De rares orchidées fleurissent ici.

### Faune
La réserve naturelle, avec ses forêts, ses prairies, ses prairies d'herbe de bruyère pourpre, ses prairies calcaires sèches et ses digues contre les inondations, est un habitat pour de nombreuses espèces en danger.